# Motor SEAT System Porsche
El motor SEAT Sigma, conocido comercialmente como Motor SEAT System Porsche, fue un motor de gasolina fabricado por la empresa automovilística española SEAT. Fue desarrollado por Porsche, posteriormente Porsche Engineering.

## Historia
A principios de los años 80, SEAT se encontraba en un momento de transición tras la ruptura de su acuerdo de licencias con Fiat. La marca española necesitaba renovar su gama de modelos y mejorar su tecnología para competir en el mercado europeo. En este contexto, SEAT estableció una colaboración con Porsche, que aportó su experiencia en ingeniería y desarrollo de motores. Una de las principales condiciones para el proyecto es que para su fabricación se debían montar con el utillaje y herramientas que la marca estuvo usando para los anteriores motores de origen Fiat. A finales de 1981 se firmó el acuerdo con la marca alemana para diseñar mecánica nueva con cilindradas similares a las que se estaban montando, que sustituirían a los motores de 1.197 y 1.430 c.c.
El primer modelo en montar las nuevas mecánicas sería el SEAT Ronda, en las versiones 1,2 GL y 1,5 GLX, modelo clave ante la demanda de FIAT en el Tribunal de Arbitraje de París que acabaría ganando SEAT.

## Técnica
Los System Porsche de SEAT son motores de combustión interna de cuatro tiempos y cuatro cilindros en línea agujereados directamente en un bloque de fundición de pared delgada, refrigerados por agua, con un solo árbol de levas en cabeza con empujadores hidráulicos, accionados por una correa de distribución dentada, con una culata de aleación ligera de aluminio y dos válvulas en cabeza.
Para el sistema de encendido, en lugar de instalar platinos y condensador, se optó por un impulsor de efecto Hall y un módulo electrónico, que hacía más sencillo el mantenimiento.
Las versiones de carburación montaban un carburador Weber de 32 de doble cuerpo colocado en la parte dorsal del bloque y el colector de admisión en la parte frontal. Para los motores de inyección electrónica se instalaba Bosch LE-Jetronic y encendido electrónico transistorizado.

## Versiones

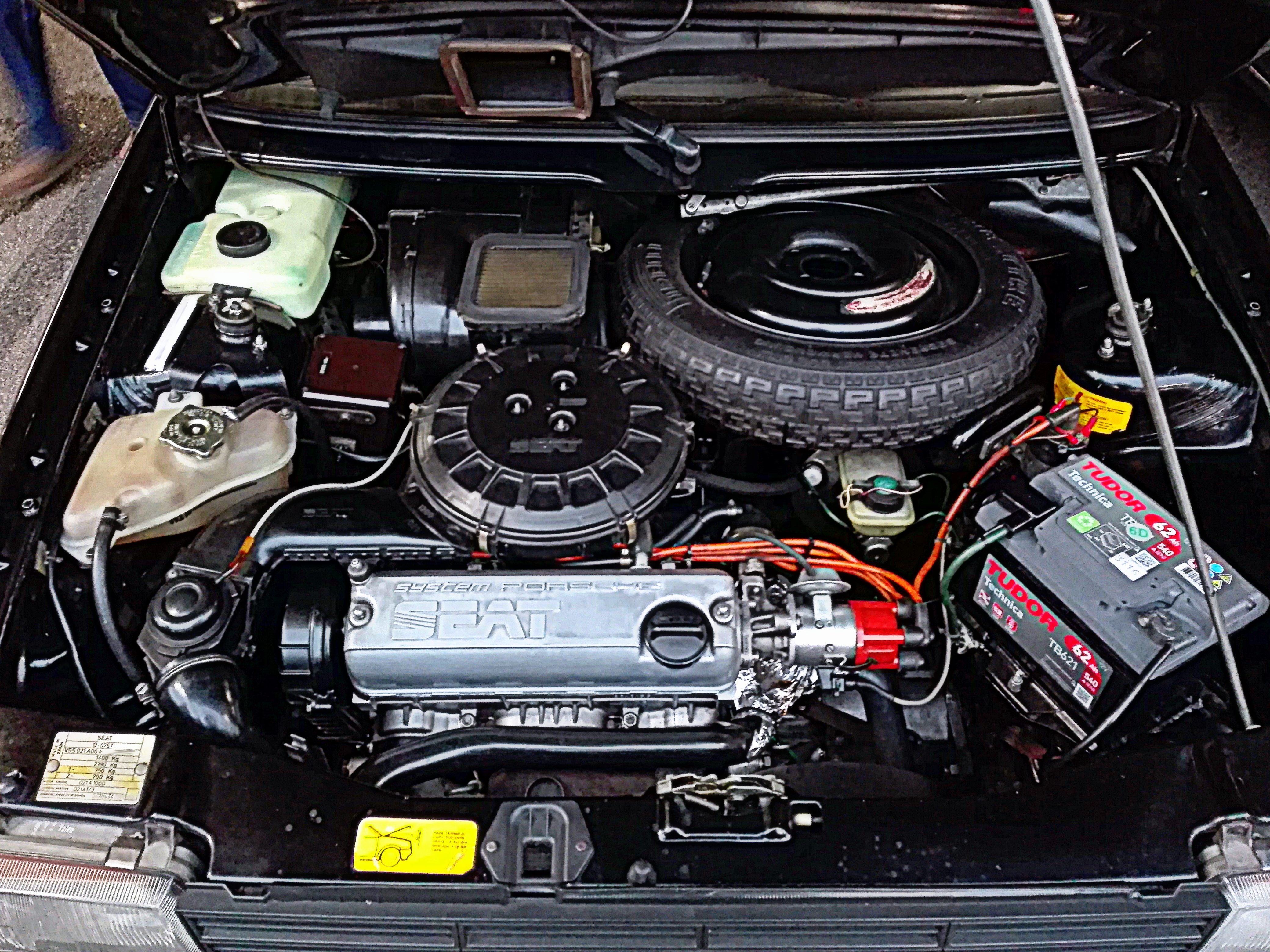
SEAT Ibiza con el motor 1.2 System Porsche

| Motores Sigma System Porsche | Motores Sigma System Porsche | Motores Sigma System Porsche | Motores Sigma System Porsche | Motores Sigma System Porsche | Motores Sigma System Porsche | Motores Sigma System Porsche       | Motores Sigma System Porsche | Motores Sigma System Porsche |
| Modelo                       | 1.2                          | 1.2i                         | 1.5                          | 1.5i (Cat)                   | 1.5i (Cat)                   | 1.5T                               | 1.7i                         | 1.7i                         |
| ---------------------------- | ---------------------------- | ---------------------------- | ---------------------------- | ---------------------------- | ---------------------------- | ---------------------------------- | ---------------------------- | ---------------------------- |
| Periodo                      | 1984 - 1993                  | 1989 - 1993                  | 1984 - 1993                  | 1986 - 1993                  | 1986 - 1993                  | -                                  | 1991 - 1993                  | 1991 - 1993                  |
| Tipo de motor                | L4 8v, carburación           | L4 8v, inyección multipunto  | L4 8v, carburarción          | L4 8v, inyección multipunto  | L4 8v, inyección multipunto  | L4 8v, inyección multipunto, turbo | L4 8v, inyección multipunto  | L4 8v, inyección multipunto  |
| Identificación del motor     | 021A1                        | 021A1                        | 021A2                        | 021C2                        | 021B2                        | -                                  | 021A3                        | 021B3                        |
| Diámetro x carrera           | 75.0 mm x 67.5 mm            | 75.0 mm x 67.5 mm            | 83.0 mm x 67.5 mm            | 83.0 mm x 67.5 mm            | 83.0 mm x 67.5 mm            | 83.0 mm x 67.5 mm                  | 83.0 mm x 77.4 mm            | 83.0 mm x 77.4 mm            |
| Cilindrada                   | 1193 cm³                     | 1193 cm³                     | 1461 cm³                     | 1461 cm³                     | 1461 cm³                     | 1461 cm³                           | 1675 cm³                     | 1675 cm³                     |
| Potencia máxima: CV (kW)     | 63 CV (46 kW)                | 71 CV (52 kW)                | 86 CV (63 kW)                | 88 CV (65 kW)                | 90 CV (66 kW)                | 109 CV (80 kW)                     | 98 CV (72 kW)                | 103 CV (76 kW)               |
| Par máximo: Nm               | 86 Nm                        | 96 Nm                        | 116 Nm                       | 120 Nm                       | 128 Nm                       | -                                  | -                            | 138 Nm                       |
| Transmisión                  | Manual, 5 velocidades        | Manual, 5 velocidades        | Manual, 5 velocidades        | Manual, 5 velocidades        | Manual, 5 velocidades        | Manual, 5 velocidades              | Manual, 5 velocidades        | Manual, 5 velocidades        |
| Velocidad máxima             | 155 Km/h                     | 157 Km/h                     | 175 Km/h                     | 175 Km/h                     | 184 Km/h                     | -                                  | -                            | 182 Km/h                     |